# سیاه‌قلم ادیبان

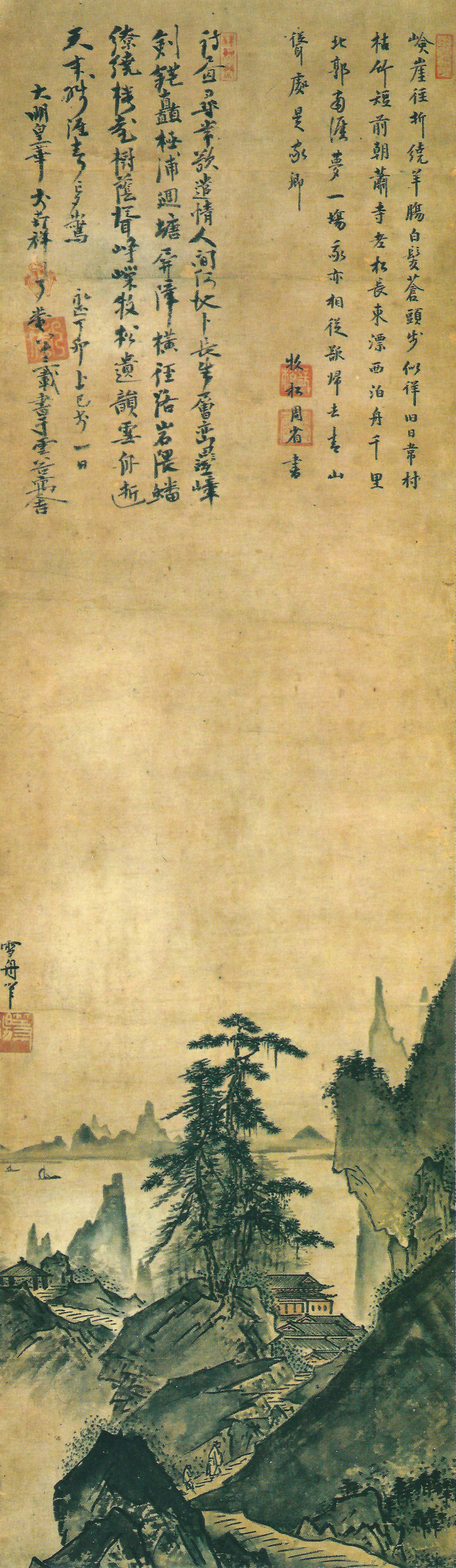
چشم‌انداز، اثر سس‌شو یکی از اصیل‌ترین نمونه‌های سیاه‌قلم ادیبان است. مناظر کوهستانی از موضوعات اصلی به‌کاررفته در سیاه‌قلم‌کاری ادیبان بوده است.

سیاه‌قلم ادیبان (انگلیسی: Ink wash painting) از هنرهای ترسیمی خاور دور است که خاستگاه آن چین می‌باشد. به خاطر استفاده آن در ژاپن، به آن سیاه‌قلم‌کاری ژاپنی هم گفته‌اند.
در این اسلوب از نقاشی با استفاده از قلم و مرکب هندی سایه‌روشن‌های مختلفی بر روی کاغذ واشی یا ابریشمی ترسیم می‌شود. این سبک از نقاشی یکی از هنرهای مهم ادیبان چینی و فرهیختگان خاور دور بود نام این اسلوب نیز به همین خاطر به آن داده شده‌است.
سایه‌روشن‌ها در این نقاشی‌ها از طریق کم و زیاد کردن غلظت مرکب هندی ایجاد می‌شد.